# دوغ أليسون
دوغ أليسون (بالإنجليزية: Doug Allison)‏ (1962 في المملكة المتحدة - ) هو مدرب كرة قدم ولاعب كرة قدم بريطاني في مركز الهجوم.